# 조원선
조원선(1972년 7월 3일 ~ )은 대한민국의 가수이다.
1999년 음악 그룹 롤러코스터의 1집 앨범 《Roller Coaster》로 데뷔하였고, 보컬리스트로 활동 중이다. 2009년 3월에는 솔로 음반 《Swallow》를 발매해 솔로 가수로 활동을 시작했다.

## 음반 목록

### 정규 음반
- 2009: Swallow

### 디지털 싱글
- 2016: MISMATCH
- 2018: 〈서두르지 말아요〉
- 2019: 〈그래 그건 그렇고〉

### 사운드트랙
- 2018년 《죽어도 좋아 OST Part 5》
- 2020년 《트레인 OST Part.1》

### 라이브 음반
- 2015: 《비트하우스 라이브 #7 - 조원선》

## 출연 작품

### 영화
- 2009년 《황금시대》
- 2009년 《반드시 크게 들을 것》 (단편)

## 같이 보기
- 롤러코스터